# Erdal Arıkan
Erdal Arıkan (* 1958 in Ankara) ist ein türkischer Informatiker und Professor für Elektrotechnik und Elektronik an der Bilkent-Universität in Ankara. Er ist bekannt für die Entwicklung der Polar-Codes im Jahr 2008, welche lineare Blockcodes zur Vorwärtsfehlerkorrektur im Rahmen der Kanalcodierung darstellen und in der Praxis unter anderem bei nachrichtentechnischen Systemen wie dem Mobilfunkstandard 5G auf der Funkschnittstelle eingesetzt werden.
Arıkan studierte Elektrotechnik am Caltech mit dem Bachelor-Abschluss 1981 und am Massachusetts Institute of Technology mit dem Master-Abschluss 1982 und der Promotion 1985. Danach war er Assistant Professor an der University of Illinois at Urbana-Champaign. Er ist Professor an der Bilkent-Universität in Ankara, an der er seit 1987 ist.
Ähnlich wie die schon länger verfügbaren Low-Density-Parity-Check-Codes (LDPC) oder die Turbo-Codes (TPC) erlauben auch die Polar-Codes eine erreichbare Kanalausnutzung nahe der theoretisch möglichen Kanalkapazität („Shannon-Limit“). 2013 erhielt Arıkan für die Entwicklung der Polar-Codes den  IEEE W.R.G. Baker Award, 2010 den  IEEE Information Theory Society Paper Award und 2018 die Richard-W.-Hamming-Medaille. Für 2019 wurde ihm der Claude E. Shannon Award zugesprochen. Er ist Fellow des IEEE und war 2014/15 deren Distinguished Lecturer.

## Schriften
- mit E. Telatar: On the rate of channel polarization, IEEE Intern. Symp. on Information Theory (ISIT), 2009. S. 1493–1495
- mit anderen: Challenges and some new directions in channel coding, Arxiv 2015